# Memòria distribuïda escassa
La memòria distribuïda escassa (SDM) és un model matemàtic de memòria humana a llarg termini introduït per Pentti Kanerva el 1988 mentre estava al Centre de Recerca Ames de la NASA.
Aquesta memòria mostra comportaments, tant en teoria com en experiments, que s'assemblen als que abans no s'aproximaven les màquines, com ara el reconeixement ràpid de cares o olors, el descobriment de noves connexions entre idees aparentment no relacionades, etc. La memòria distribuïda escassa s'utilitza per emmagatzemar i recuperar grans quantitats ({\displaystyle 2^{1000}} bits) d'informació sense centrar-se en la precisió sinó en la similitud de la informació. Hi ha algunes aplicacions recents en la navegació de robots i la manipulació de robots basada en l'experiència.

## Principi general
És una memòria d'accés aleatori (RAM) generalitzada per a paraules binàries llargues (per exemple, 1.000 bits). Aquestes paraules serveixen com a adreces i dades per a la memòria. L'atribut principal de la memòria és la sensibilitat a la semblança. Això vol dir que es pot llegir una paraula no només donant l'adreça d'escriptura original sinó també donant-ne una propera, tal com es mesura pel nombre de bits no coincidents (és a dir, la distància de Hamming entre adreces de memòria).
SDM implementa la transformació de l'espai lògic a l'espai físic mitjançant la representació i l'emmagatzematge de dades distribuïdes, de manera similar als processos de codificació de la memòria humana. Un valor corresponent a una adreça lògica s'emmagatzema en moltes adreces físiques. Aquesta manera d'emmagatzemar és robusta i no determinista. Una cel·la de memòria no s'adreça directament. Si les dades d'entrada (adreces lògiques) estan parcialment malmeses, encara podem obtenir dades de sortida correctes. La teoria de la memòria és matemàticament completa i ha estat verificada per simulació per ordinador. Va sorgir de l'observació que les distàncies entre punts d'un espai d'alta dimensió s'assemblen a les relacions de proximitat entre conceptes de la memòria humana. La teoria també és pràctica perquè les memòries basades s'hi poden implementar amb elements de memòria d'accés aleatori convencionals.

## Definició
La memòria humana té la tendència a congregar records basant-se en similituds entre ells (encara que no estiguin relacionats), com ara "els camions de bombers són vermells i les pomes són vermelles". La memòria distribuïda escassa és una representació matemàtica de la memòria humana i utilitza l'espai d'alta dimensió per ajudar a modelar les grans quantitats de memòria que imita la de la xarxa neuronal humana. Una propietat important d'espais dimensionals tan elevats és que dos vectors escollits aleatòriament estan relativament lluny l'un de l'altre, el que significa que no estan correlacionats. SDM es pot considerar una realització del hash sensible a la localitat.
La idea subjacent darrere d'un SDM és el mapeig d'una enorme memòria binària a un conjunt més petit d'ubicacions físiques, les anomenades ubicacions dures. Com a pauta general, aquestes ubicacions dures s'han de distribuir uniformement a l'espai virtual, per imitar l'existència de l'espai virtual més gran amb la màxima precisió possible. Cada dada s'emmagatzema distribuïda per un conjunt d'ubicacions dures i es recupera fent la mitjana d'aquestes ubicacions. Per tant, el record pot no ser perfecte, la precisió depèn de la saturació de la memòria.

La proposta de Kanerva es basa e
1. L'espai booleà , o apunta a dimensions, presenta propietats similars a les nocions intuïtives dels humans sobre les relacions entre els conceptes. Això vol dir que té sentit emmagatzemar dades com a punts de l'espai esmentat on cada element de memòria s'emmagatzema com a vector de n bits.
2. Les neurones amb n entrades es poden utilitzar com a descodificadors d'adreces d'una memòria d'accés aleatori
3. Principi unificador: les dades emmagatzemades a la memòria es poden utilitzar com a adreces a la mateixa memòria. La distància entre dos punts és una mesura de semblança entre dos elements de memòria. Com més propers són els punts, més semblants són els vectors emmagatzemats.
4. El temps es pot rastrejar a la memòria en funció d'on s'emmagatzemen les dades, si les dades s'organitzen com a seqüències d'esdeveniments.

n quatre idees bàsiques:
1. L'espai booleà , o apunta a dimensions, presenta propietats similars a les nocions intuïtives dels humans sobre les relacions entre els conceptes. Això vol dir que té sentit emmagatzemar dades com a punts de l'espai esmentat on cada element de memòria s'emmagatzema com a vector de n bits.
2. Les neurones amb n entrades es poden utilitzar com a descodificadors d'adreces d'una memòria d'accés aleatori
3. Principi unificador: les dades emmagatzemades a la memòria es poden utilitzar com a adreces a la mateixa memòria. La distància entre dos punts és una mesura de semblança entre dos elements de memòria. Com més propers són els punts, més semblants són els vectors emmagatzemats.
4. El temps es pot rastrejar a la memòria en funció d'on s'emmagatzemen les dades, si les dades s'organitzen com a seqüències d'esdeveniments.